# Caiophora vargasii
Caiophora vargasii là một loài thực vật có hoa trong họ Loasaceae. Loài này được Standl. & F.A.Barkley mô tả khoa học đầu tiên năm 1947.